# 송도중학교 (경북)
송도중학교(松島中學校)는 대한민국 경상북도 포항시 남구 송도동에 있는 공립 중학교이다.

## 학교 연혁
- 1984년 12월 18일 : 송도여자중학교 설립인가
- 1985년 3월 1일 : 초대 박정태 교장 취임
- 1985년 4월 26일 : 개교기념행사 거행
- 1988년 2월 10일 : 제1회 졸업(546명)
- 2002년 3월 1일 : 송도중학교로 교명 변경
- 2010년 3월 1일 : 영어중점형 교과교실제 정책 연구학교 선정(도교육청)
- 2023년 3월 1일 : 황병숙 교장 취임
- 2024년 1월 5일 : 제37회 졸업(56명) 연인원 11,976명
- 2024년 3월 4일 : 제40회 입학(48명)

## 참고 자료
- 송도중학교 - 한국교육학술정보원 학교알리미